# らくらくスマートフォン プレミアム
ドコモ らくらくホン らくらくスマートフォン プレミアム F-09E（ドコモ らくらくホン らくらくスマートフォン プレミアム エフゼロキュウイー）は、富士通によって開発された、NTTドコモの第3.9世代移動通信システム (Xi) と第3世代移動通信システム (FOMA) のデュアルモード端末である。ドコモ らくらくホンのひとつ。

## 概要
シニア層におけるスマートフォン利用の意向が高まるなか、「アプリのダウンロードなどをしたいが使いこなせるか心配」という声に応えるべく開発されたモデルで、既発売のらくらくスマートフォン2の上位機種にあたる。
本機種ではこれまでのらくらくスマートフォンのシリーズ機種では非対応だったGoogle Playに初めて対応。これにより、FacebookやLINEといったSNSをはじめ、アプリやゲームなどを自由にダウンロードして追加することができるようになった。なお、Google、YouTube、Gmail、音声検索、Google+など「Googleアプリ」18種類はプリインストール済みのため購入後すぐに使うことができる。Google Playに対応したことでROM容量が16GBに増量したほか、「dマーケット」はらくらくスマートフォン2では唯一非対応だった「dアプリ&レビュー」に対応。ダウンロードしたアプリや利用頻度が高いアプリは簡単な操作で並べ替えができるようになった。
画像処理エンジンはらくらくスマートフォン2の「Milbeaut Mobile（ミルビュー モバイル）」から「GRANVU（グランビュー）」に変わったことで、速い被写体でもブレずに撮影できる高速シャッタースピードや親指と人差し指の操作で簡単なズーム操作ができるピンチイン/ピンチアウト操作も可能となった。動画コンテンツなどの再生には、独自の新型映像処理エンジン「Xevic (ゼビック)」搭載し、自然な色合いを再現可能である。
なお、上記に挙げた点以外の機能面はらくらくスマートフォン2とほぼ同等である。なお、本機種では他のドコモ スマートフォンと同じ通常のパケット定額サービス（「Xiパケ・ホーダイ フラット」など）への加入が可能で、「Xiらくらくパケ・ホーダイ」への加入はできない。また、2014年6月よりサービスを開始した音声通話定額制の基本プラン「カケホーダイプラン」に対応したパケットパックに関しても、「データSパック」・「データMパック」・「シェアパック」が加入可能で、「らくらくパック」は加入できないので注意が必要である。

## 搭載アプリ
Google標準アプリ
- Chrome
- Gmail
- Google+
- Google検索
- Google設定
- Playストア
- Playブックス
- Playミュージック
- Playムービー
- YouTube
- トーク(→ハングアウト)
- ナビ
- マップ
- カレンダー
- ギャラリー
- メッセンジャー
- ローカル
- 音声検索

メーカー提供アプリ
- 乗換案内
- スケジュール
- メモ
- QRコード読み取り
- 使い方ガイド
- インターネット
- 目覚まし
- しゃべってコンシェル
- 赤外線
- カメラ・ビデオ
- アルバム
- テレビ
- おサイフケータイ
- トルカ
- 電卓
- メディアプレーヤー
- dブック マイ本棚
- 俳句・写真くらぶ
- iチャネル
- 辞書
- ボイスレコーダー
- お知らせタイマー
- 拡大鏡
- 血圧手帳
- 歩数計
- パソコン転送
- 設定
- 地図
- ゲーム（BREAK DICE・ソリティア・将棋ウォーズ）
- らくらくコミュニティ
- Document Viewer
- 声の宅配便
- タスクマネージャ
- パソコンメール

## 主な機能
| 主な対応サービス                                | 主な対応サービス                         | 主な対応サービス                     | 主な対応サービス                                       |
| ----------------------------------------------- | ---------------------------------------- | ------------------------------------ | ------------------------------------------------------ |
| タッチパネル/加速度センサー                     | Xi/FOMAハイスピード                      | Bluetooth                            | DCMX/おサイフケータイ/NFC/かざしてリンク/赤外線/トルカ |
| ワンセグ/フルセグ/モバキャス                    | メロディコール                           | テザリング                           | WiFi IEEE802.11a/b/g/n/ac 2.4GHz/5GHz                  |
| GPS                                             | SPモードメール/電話帳バックアップ        | デコメール/デコメ絵文字/デコメアニメ | iチャネル                                              |
| エリアメール/ソフトウェアーアップデート自動更新 | デジタルオーディオプレーヤー(WMA)(MP3他) | GSM/3Gローミング（WORLD WING）       | フルブラウザ/Flash Player                              |
| Google Play/dメニュー/dマーケット               | Gmail/Google Talk/YouTube/Picasa         | バーコードリーダ/名刺リーダ          | ドコモ地図ナビ/Google Maps/ストリートビュー            |

## 歴史
- 2013年7月23日 - NTTドコモより発表。
- 2013年9月27日 - 事前予約開始。
- 2013年10月4日 - 発売開始[6]。